# اچامپالی (سرینیواسپر)
اچامپالی (سرینیواسپر) (به انگلیسی: Achampalli (Srinivaspur)) در هند است که در کارناتاکا واقع شده‌است.